# Marc Evan Jackson
Pour les articles homonymes, voir Jackson.
Marc Evan Jackson, né le 21 août 1970 à Buffalo (État de New York), est un humoriste et acteur américain.

## Biographie

### Enfance
Jackson est né en 1970 à Buffalo, New York. Il a grandi dans la ville voisine d'Amherst, New York, avec ses deux frères et sœurs, un frère et une sœur. Il est diplômé de l'Amherst Central High School en 1988 et a obtenu un baccalauréat du Calvin College en 1992 avec une majeure en philosophie et des mineures en sciences politiques et en études environnementales. Pendant ses études collégiales, il a également participé à des productions théâtrales.
Pendant les étés, Jackson a travaillé comme matelot de pont sur le MV Americana. Après avoir obtenu son diplôme universitaire, il a passé quelques années à travailler sur des goélettes, à la fois dans le Michigan, en tant que matelot de pont sur la goélette Malabar, et dans le Maine, en tant que second sur le Mercantile. Il a également travaillé comme producteur et animateur pour WGVU, une filiale de la radio publique nationale du Michigan, remplaçant Bill Freeman comme animateur du Morning Show en 1997.

### Carrière
Jackson a commencé sa carrière d'improvisation avec River City Improv, un groupe associé à l'Université de Calvin, après avoir assisté à une répétition pour jouer du piano. Jackson a rejoint plus tard The Second City Detroit, devenant un membre de la société principale en 1998. Pendant qu'il était à Second City Detroit, il a participé à l'émission de 1999 "Phantom Menace to Society". 
Jackson a déménagé à Los Angeles en 2001. Il a enseigné l'improvisation à Second City Hollywood. Il a rejoint le groupe d'improvisation longue durée appelé "The 313" en 2003. Le 313 est nommé d'après l'indicatif régional de Detroit et est composé principalement d'anciens résidents de Detroit, dont Keegan-Michael Key, Larry Joe Campbell, Joshua Funk, Nyima Funk, Andy Cobb, Maribeth Monroe et Jaime Moyer. Le 313 continue à jouer dans des festivals de comédie à travers le pays, y compris Las Vegas, San Francisco, et Detroit.
Après avoir rencontré Mark Gagliardi et Ben Acker à Second City Hollywood, Jackson a été invité à l'une des premières répétitions de ce qui allait devenir la Thrilling Adventure Hour et est devenu membre des WorkJuice Players, jouant Sparks Nevada dans le segment régulier "Sparks Nevada, Marshal sur Mars ". Le spectacle est présenté en direct depuis 2005 et est publié en podcast depuis janvier 2011. Jackson est également apparu dans le film Drones, écrit par Acker et Blacker et réalisé par Amber Benson et Adam Busch.
Jackson est la moitié d'un double acte avec la comédienne Carrie Clifford dans lequel ils incarnent Sky et Nancy Collins, des personnages qui vivent dans le comté d'Orange et essaient de se tenir debout pour la première fois parce que leurs amis les trouvent drôles. Ils sont apparus sur Last Comic Standing, sur Last Call with Carson Daly et à Hollywood Improv.
Jackson a joué dans une série Web en 2011 réalisée par Jordan Vogt-Roberts appelée Fox Compton. Il a continué à travailler avec Vogt-Roberts à plusieurs reprises, notamment sur le film Les rois de l'été en 2013, Kong : Skull Island en 2017 et dans la série télévisée Mash Up sur Comedy Central. Jackson a également fait des apparitions dans plusieurs autres séries télévisées, notamment Key & Peele, Psych, Arrested Development, Happy Endings, The Middle, 2 Broke Girls, Modern Family, Kroll Show, Hello Ladies et Black-ish. En 2012, Jackson a joué dans Suit Up, une série Web coproduite par DirecTV et Fox Digital Studio, dans le rôle de Jim Dunnigan. Suit Up était la première série de Fox Digital Studio à être reprise pour une deuxième saison.
En janvier 2012, Jackson a remplacé Bradley Cooper pour jouer le rôle de Ben dans une représentation mise en scène de Wet Hot American Summer au San Francisco Comedy Festival.
Jackson a joué le rôle de l'avocat Trevor Nelsson dans une demi-douzaine d'épisodes de la série comique Parks and Recreation de Michael Schur, et a ensuite été choisi pour incarner Kevin Cozner dans la série Brooklyn Nine-Nine de Schur et Dan Goor. Jackson a joué un rôle de soutien dans le pilote amazonien The Rebels, qui a été créé en ligne en 2014, mais n'a pas été repris pour une série complète.En février 2014, il a été annoncé que Jackson jouerait le rôle de Jim dans le pilote de Fox intitulé Fatrick, avec Marcia Cross. Le pilote n'a pas été capté en série.
Jackson a poursuivi son affiliation avec Schur en assumant un rôle récurrent dans sa comédie The Good Place dans le rôle de Shawn, qui est d'abord identifié comme le juge des conflits entre le Good Place et le Bad Place, mais se révèle plus tard être un superviseur de "Bad Square". Jackson a animé The Good Place: The Podcast et Brooklyn Nine-Nine: The Podcast pour NBC. 

## Filmographie

### Cinéma
- 2000 : Garage: A Rock Saga : The Saucy Chef
- 2003 : Melvin Goes to Dinner : Extra
- 2009 : The Slammin' Salmon : Dry Sac Customer
- 2009 : Transformers 2 : La Revanche : le commandant du United States Central Command
- 2010 : Drones : Ian
- 2011 : Transformers 3 : La Face cachée de la Lune : le commandant du United States Central Command (non crédité)
- 2012 : Karaoke Man : Marble
- 2012 : President Wolfman : John Wolfman (voix)
- 2012 : Babymakers : Jefferey
- 2013 : The Kings of Summer : Mr. Keenan
- 2014 : 22 Jump Street : Dr. Murphy
- 2015 : Bad Night : John
- 2015 : Tenured : Jerry Trask
- 2015 : Thrilling Adventure Hour Live : Sparks Nevada
- 2016 : Mono : Agent James
- 2017 : Jumanji : Bienvenue dans la jungle : Principal Bentley
- 2017 : Kong: Skull Island : Landsat Steve
- 2018 : Les Faussaires de Manhattan (Can You Ever Forgive Me?)
- 2019 : Scandale (Bombshell) de Jay Roach : Chris Wallace
- 2021 : Ohana ou le trésor caché (Finding 'Ohana) de Jude Weng
- 2024 : Red One de Jake Kasdan : oncle Rick

### Courts-métrages
- 2011 : Brick Novax's Diary
- 2011 : Good News, Oklahoma!

### Télévision

#### Séries télévisées
- 2002 : One on One : employé du magasin
- 2003 : ILL-ustrated : Différents personnages (voix)
- 2006 : According to Jim : Harried Guy
- 2007 : Carpoolers : un homme dans la rue
- 2008 : Atom TV
- 2008 : Great Moments in Human Interaction : Jay
- 2008 : Reno 911, n'appelez pas ! : Amnesiac
- 2008 : Scare Tactics
- 2008-2010 : Carpet Bros : Xavier Montrose Raylon
- 2009 : Super Dave's Spike Tacular
- 2010 : Vamped Out : Acteur auditionné #2
- 2010-2011 : Funny or Die Presents... : Brick Novax (segment "Brick Novax's Diary") / Xavier Montrose Raylon
- 2011 : Enquêteur malgré lui : Sheldon Gates
- 2011-2014 : Workaholics : Dr. Gerald Landes / Gerald
- 2012 : Happy Endings : Fishmonger
- 2012 : Mash Up
- 2012 : RVC: The Lone Shopping Network : Chirurgien (en tant que Mark Evan Jackson)
- 2012 : Tatami Academy : Docteur Rose
- 2012 : Wolfpack of Reseda : Rod
- 2012 : You're Whole : Jim Rigmann
- 2012-2013 : Key and Peele : Réalisateur
- 2012-2013 : Suit Up : Jim Dunnigan
- 2013 : 2 Broke Girls : Eli
- 2013 : Arrested development - Les nouveaux pauvres : Commissaire-priseur
- 2013 : Hello Ladies : Manager
- 2013-2015 : Kroll Show : Walter 'The Wallet' / Walter / le père de Kevin
- 2013-2015 : Parks and Recreation : Trevor Nelsson
- 2014 : C'est pas moi ! : Herb Buffington
- 2014 : Masters of Sex : Harold
- 2014 : Mental Cases
- 2014 : Modern Family : Tad
- 2014 : Newsreaders : Ryan Rosenberg
- 2014 : The League : M. Rappaport
- 2014 : The Middle : Professeur Danzinger
- 2014 : The Rebels : Phil Mavon
- 2014 : The Spoils of Babylon : Banquier
- 2014-2015 : You're the Worst : Thérapiste
- 2014-2017 : Adventure Time avec Finn et Jake : Kim Kil Whan / Voix additionnelles / Mr. F
- 2014-2021 : Brooklyn Nine-Nine : Kevin Cozner
- 2015 : Black-ish : David Cooper
- 2015 : Man Seeking Woman : Juge
- 2015 : Rizzoli & Isles : Dr. Hart
- 2015 : The Spoils Before Dying : Kermit Biggs
- 2015-2016 : Comedy Bang! Bang! : Père Peters / Proctor
- 2016 : Kings of Con : Le médiateur
- 2017 : Detroiters : Dr. Kozak
- 2017 : GLOW : Gary
- 2017 : Jeff & Some Aliens : Duncan / Uprising Member
- 2017-2021 : La Bande à Picsou : Bradford Buzzard / Bentley Buzzard
- 2017 : Larry et son nombril : Justin Brown
- 2017 : The Fake News with Ted Nelms : Grant Burdock
- 2017 : Wrecked : Father Daddy
- 2017-2020 : The Good Place : Shawn
- 2018 : My Dead Ex : Vice Principal Kelly
- 2018 : The 5th Quarter : James Stanton
- 2018 : Better Call Saul : Henry Devoore
- 2020 : Les Baby-sitters : Richard Spier
- 2024 : Espion à l'ancienne : Evan Cubbler

#### Téléfilms
- 2006 : Campaign Trail : Bobbie Grant
- 2007 : Détective Conan : Nathan Shadle
- 2007 : Revenge : Gordon
- 2008 : The Consultants : Brandon
- 2009 : The Burr Effect : Mansion Security
- 2011 : Mash Up
- 2014 : Fatrick : Jim
- 2015 : Cocked : Ken
- 2015 : Stunted : Whoopi

## Voix francophones
En France
| - Laurent Morteau dans : - 22 Jump Street - Jumanji: Bienvenue dans la jungle - You're the Worst (série télévisée) - Dead to Me (série télévisée) - The Rookie : Le Flic de Los Angeles (série télévisée) - Renaud Marx dans (les séries télévisées) : - Parks and Recreation - Brooklyn Nine-Nine - The Good Place - Better Call Saul - Vincent Ropion dans (les séries télévisées) : - Larry et son nombril - Espion à l'ancienne | Et aussi - Éric Legrand dans Psych : Enquêteur malgré lui (série télévisée) - Georges Caudron dans Babymakers - Julian Portugais dans Happy Endings (série télévisée) - François Hatt dans Les Faussaires de Manhattan - Michel Dodane dans La Bande à Picsou (voix) - Fabien Jacquelin dans Les Baby-sitters (série télévisée) - Jean-Pierre Michaël dans Transformers: EarthSpark (voix) - Christophe Desmottes dans Unstable (série télévisée) - Christian Gonon dans Lessons in Chemistry (série télévisée) |

Au Québec